# Angélica (người dẫn chương trình)
Angélica Ksyvickis Huck (sinh ngày 30 tháng 11 năm 1973), được biết đến với nghệ danh Angélica, là một người dẫn chương trình truyền hình, diễn viên và ca sĩ người Brazil.

## Nghề nghiệp
Angélica bắt đầu sự nghiệp từ năm 4 tuổi, khi cô giành chiến thắng trong một cuộc thi chọn đứa trẻ xinh đẹp nhất Brazil tại một chương trình tạp kỹ nổi tiếng do Chacrinha trình bày. Năm 13 tuổi, cô trở nên nổi tiếng khi thay thế Xuxa với tư cách là người dẫn chương trình cho trẻ em Clube da Criança (en: Club of the Child). Sự nổi tiếng của Angélica bùng nổ khi bản hit Vou de táxi của cô ("Tôi đi bằng taxi", bản cover lại của Joe le taxi, của ca sĩ người Pháp Vanessa Paradis) đứng đầu các bảng xếp hạng Brazil. Vou de táxi trở thành một hit lớn kể từ đó đã trở thành một tác phẩm kinh điển và được hầu hết người dân Brazil nhớ đến, mặc dù hơn 20 năm đã trôi qua kể từ khi phát hành. Tương tự như vậy, vào năm 1991, album mới của cô có tên "Angelica" đã tăng sự nổi tiếng của cô với bài hát "Sweet cotton và Guarana". Cô cũng đóng vai chính trong loạt phim ngắn nổi tiếng The Guarani.
Angélica đã bán được hơn 13 triệu bản album, trong đó 13 trong số đó được phát hành từ năm 1988 đến 2001.
Năm 1993, Angélica tham gia kênh phổ biến thứ hai ở Brazil, SBT giới thiệu chương trình tạp kỹ dành cho trẻ em "Casa da Angelica", đây là một thành công lớn. Phổ biến hơn bao giờ hết, cô cũng giới thiệu chương trình trò chơi tuổi teen nổi tiếng "Passa ou Repassa" và "TV Animal".